# Artisornis
Genre
Artisornis est un genre de passereaux de la famille des Cisticolidae. Il se trouve à l'état naturel en Tanzanie et au Mozambique,.

## Liste des espèces
Selon la classification de référence du Congrès ornithologique international (version 8.1, 2018) :
- Artisornis metopias (Reichenow, 1907) — Couturière d'Afrique, Couturière des Usambara, Apalis couturière, Fauvette-couturière africaine
  - Artisornis metopias altus (Friedmann, 1927)
  - Artisornis metopias metopias (Reichenow, 1907)
- Artisornis moreaui (Sclater, WL, 1931) — Couturière de Moreau, Apalis à long bec, Fauvette-couturière à long bec
  - Artisornis moreaui moreaui (Sclater, WL, 1931)
  - Artisornis moreaui sousae (Benson, 1945)